# Nederlands Film Festival
Het Nederlands Film Festival is een filmfestival dat sinds 1981 jaarlijks, aan het begin van het najaar, plaatsvindt in Utrecht. Het Nederlands Film Festival vertoont een divers filmaanbod: korte en lange films, arthouse- en mainstreamfilms, speelfilms, documentaires en animatiefilms. Naast film, richt het Nederlands Film Festival zich op de festivalpijlers Televisie en Interactive. Onder Televisie vallen alle geselecteerde televisieproducties, waaronder documentaires en dramaseries die speciaal voor televisie zijn gemaakt. Onder Interactive vallen alle projecten op het gebied van interactive storytelling en games.
Het Nederlands Film Festival programmeert honderden filmvertoningen, maar ook discussiebijeenkomsten, masterclasses, besloten conferenties en evenementen voor jong en oud. Het programma van het Nederlands Film Festival is er voor zowel het grote publiek, als voor professionals, aanstormend talent en scholieren.
Het Nederlands Film Festival bekroont de beste projecten binnen de vakdisciplines met de Gouden Kalveren: de nationale prijzen van de Nederlandse film.

## Geschiedenis
Initiator van het festival was in 1981 de Utrechtse regisseur Jos Stelling. Bij de oprichting kreeg hij steun van Wim Verstappen, Rob Houwer en Huub Bals. Tot 1992 vond het festival plaats onder de naam Nederlandse Filmdagen, wat in 1993 veranderde in Nederlands Film Festival. In de beginjaren was het bovenal een onderonsje voor Nederlandse filmmakers dat plaatsvond op één locatie. Het Nederlands Film Festival groeide echter snel. De zalen van 't Hoogt, de eerste festivallocatie van het festival, waren al snel te klein. De Wolff Bioscopen Camera en City werden bij het festival betrokken, later gevolgd door de Pathé Rembrandt Bioscoop, het Louis Hartlooper Complex, de Utrechtse Stadsschouwburg, TivoliVredenburg, CineMec Leidsche Rijn en Kinepolis.

## Festival en prijzen
Tijdens het tiendaagse festival is een selectie van de Nederlandse filmproducties van het jaar te zien, waarvan er meestal een groot aantal in première gaat. Het gaat hierbij niet alleen om speelfilms, maar ook om korte films, documentaires, televisiedramaproducties en interactieve projecten. Tijdens de slotavond worden Gouden Kalveren uitgereikt aan onder andere de beste film, de beste regisseur en beste acteur en actrice. Daarnaast zijn er elk jaar enkele retrospectieven, heeft het filmfestival elk jaar (een) toonaangevende gast(en) en worden er seminars en discussies gehouden en diverse evenementen georganiseerd die te maken hebben met bewegend beeld.

### Gouden Kalveren
Het Gouden Kalf, de grote prijs van de Nederlandse film, wordt sinds de eerste editie van het Nederlands Film Festival in 1981 elk jaar uitgereikt aan onder meer de beste Nederlandse filmmakers, scenarioschrijvers, producenten, acteurs en actrices.
Het Gouden Kalf werd in 1980 door de Utrechtse beeldend kunstenaar Theo Mackaay ontworpen in opdracht van de initiatiefnemer van het Nederlands Film Festival, Jos Stelling. Het beeld is 33cm hoog en in brons gegoten.
Vanaf 2016 is de Gouden Kalf-competitie vernoemd naar een van de hoofdsponsoren van het festival, van 2016 tot 2018 was dit L'Or koffie, daarna werd het Grolsch en sinds 2022 is de  VriendenLoterij de hoofdsponsor. In de Gouden Kalf Competitie worden in de volgende categorieën prijzen uitgedeeld aan Nederlandse speelfilms, korte films, documentaires en televisiedrama's en interactieve projecten:
- Beste film
- Beste regie
- Beste acteur
- Beste actrice
- Beste mannelijke bijrol
- Beste vrouwelijke bijrol
- Beste scenario
- Beste camera
- Beste geluid
- Beste montage
- Beste muziek
- Beste production design
- Beste costume design (sinds 2020)
- Beste interactive
- Beste korte film
- Beste lange documentaire (70 minuten of langer)
- Beste korte documentaire
- Beste televisiedrama
- Beste acteur televisiedrama
- Beste actrice televisiedrama
- Gouden Kalf voor de Filmcultuur (voor een persoon of instantie die zich op bijzondere wijze verdienstelijk heeft gemaakt voor de Nederlandse filmcultuur)
- Gouden Kalf van het Publiek (voor de speelfilm met de meeste stemmen van bioscoopbezoekers)

Voor 2015 werd de selectie voor het competitieprogramma gemaakt door de festivalstaf en een pré-jury. Sinds 2015 worden de nominaties en winnaars van de Gouden Kalveren in de categorieën speelfilm en lange documentaire aangewezen door vakgenoten: leden van de Dutch Academy For Film (DAFF), eerdere winnaars van een Gouden Kalf en winnaars van een hoofdprijs op een A-Filmfestival kunnen hun stem uitbrengen. In de categorieën korte documentaire, korte film, televisiedrama en interactieve projecten kiezen onafhankelijke jury's de nominaties en winnaars.

### Overige prijzen
Naast de Gouden Kalveren worden tijdens het festival de volgende competities georganiseerd en prijzen uitgereikt:
- Prijs van het Forum van de Regisseurs: prijs voor een film die de grenzen en mogelijkheden van de filmkunst verkent en de discussie over film nieuwe impulsen geeft. De nadruk ligt op regisseurs van grensverleggende cinema.
- NFF Debuutcompetitie: Filmprijs van de Stad Utrecht voor het beste regiedebuut.
- NFF Studentencompetitie: Tuschinski Award voor de beste eindexamenproductie.
- NFF Studentencompetitie: Filmproducenten Nederland Award voor de beste producent van het afgelopen jaar.
- NFF Studentencompetitie: Fentener van Vlissingen Fonds Award voor een opvallende prestatie van een lid van de crew.
- NFF Studentencompetitie: FPN Award, stimuleringsprijs voor jonge producenten.
- MovieZone NFF Award, uitgereikt door een jongerenjury (15 t/m 18 jaar).
- Prijs van de Nederlandse Filmkritiek: persprijs uitgereikt door de Kring van Nederlandse Filmjournalisten.
- 48 Hour Film Project: prijs voor de beste film gemaakt binnen 48 uur.
- The Pitch: prijs voor het beste idee voor een korte film, verwoord binnen een minuut.
- Louis Hartlooperprijs voor de Beste Filmpublicatie: prijs voor degene die het afgelopen jaar door zijn publicatie(s) een stimulerende bijdrage heeft geleverd aan het denken over film en aan de verdieping van de Nederlandse filmcultuur.

## Openingsfilms
- 1981: Het meisje met het rode haar
- 1982: De smaak van water
- 1983: Giovanni
- 1984: De grens
- 1985: Pervola, sporen in de sneeuw
- 1986: De wisselwachter
- 1987: Een maand later
- 1988: Shadowman
- 1989: Blueberry
- 1990: Kracht
- 1991: De provincie
- 1992: De drie beste dingen in het leven
- 1993: De tussentijd
- 1994: 1000 rosen
- 1995: Antonia
- 1996: De nieuwe moeder
- 1997: Gordel van smaragd
- 1998: Het 14e kippetje
- 1999: Unter den Palmen
- 2000: Wilde Mossels
- 2001: De grot
- 2002: Ramses
- 2003: Phileine zegt sorry
- 2004: Simon
- 2005: Leef!
- 2006: Ober
- 2007: Duska
- 2008: Het echte leven
- 2009: Tramontana
- 2010: Tirza
- 2011: De bende van Oss
- 2012: Nono, het zigzagkind
- 2013: Hoe duur was de suiker
- 2014: Bloedlink
- 2015: J. Kessels
- 2016: De held
- 2017: Tulipani
- 2018: Niemand in de stad
- 2019: Instinct
- 2020: Buladó
- 2021: Mijn vader is een vliegtuig
- 2022: Zee van tijd
- 2023: Sweet Dreams

## Canon van de Nederlandse Film
Het Nederlands Film Festival presenteerde op 11 september 2007 de Canon van de Nederlandse film samengesteld door een commissie onder leiding van Jeltje van Nieuwenhoven. De Canon bestaat uit belangrijke, gezichtsbepalende films die de veelzijdigheid van de Nederlandse filmgeschiedenis weerspiegelen. Ook is er een lijst van belangrijke momenten en gebeurtenissen in de Nederlandse filmhistorie. Ingegaan wordt op de rol van de filmkeuring, de betekenis van de Filmfabriek Hollandia, het Polygoonjournaal en de komst van de geluidsfilm.

## Gast van het Jaar
Tussen 1994 en 2014 kende het Nederlands Film Festival elk jaar een speciale, toonaangevende gast van het jaar. In 2015 heeft het Nederlands Film Festival de NFF Masters geïntroduceerd: gerenommeerde filmmakers die hun visie met de festivalbezoeker delen in de context van hun eigen vakgebied. Daarnaast werden ook Blikvangers geïntroduceerd: bekenden in de filmwereld stellen een hele filmavond samen.
De gasten van het jaar in de voorgaande edities van het festival waren:
- 1994: Rutger Hauer
- 1995: Nouchka van Brakel
- 1996: Jan de Hartog
- 1997: Monique van de Ven
- 1998: First Floor Features
- 1999: –
- 2000: Heddy Honigmann
- 2001: Renée Soutendijk
- 2002: Pieter Verhoeff
- 2003: Jan Decleir
- 2004: Jean van de Velde
- 2005: Jos Stelling
- 2006: Johanna ter Steege
- 2007: Burny Bos
- 2008: Monic Hendrickx
- 2009: Jack Wouterse[1]
- 2010: Anneke Blok
- 2011: Frans van Gestel
- 2012: Jeroen Willems
- 2013: Paula van der Oest
- 2014: Fons Merkies